# Herb Meadow
Pour les articles homonymes, voir Meadow.
Herb Meadow est un scénariste et producteur américain né le 27 mai 1911 à New York, mort le 1er mars 1995 à Los Angeles (Californie).

## Filmographie

### comme scénariste
- 1946 : Le Démon de la chair (The Strange Woman) d'Edgar Georg Ulmer
- 1952 : Sally et sainte Anne (Sally and Saint Anne) de Rudolph Maté
- 1953 : La Belle rousse du Wyoming (The Redhead from Wyoming)
- 1953 : Le Vagabond des mers (The Master of Ballantrae) de William Keighley
- 1954 : La Tueuse de Las Vegas (Highway Dragnet) de Nathan Juran
- 1955 : Le juge Thorne fait sa loi (Stranger on Horseback) de Jacques Tourneur
- 1955 : L'Étreinte du destin (Count Three and Pray) de George Sherman
- 1956 : Le Justicier solitaire (The Lone Ranger) de Stuart Heisler
- 1956 : L'Enquête de l'inspecteur Graham (The Unguarded Moment) de Harry Keller
- 1956 : Everything But the Truth de Jerry Hopper
- 1957 : L'Emprise de la peur (Man Afraid) de Harry Keller
- 1971 : Cannon ("Cannon") (série TV)
- 1974 : In Tandem (TV)
- 1980 : La Malédiction du pharaon (en) (The Curse of King Tut's Tomb) (TV)

### comme producteur
- 1958 : Collector's Item (TV)